# Rhacophorus viridimaculatus
Rhacophorus viridimaculatus es una especie de anfibio anuro de la familia Rhacophoridae.

## Distribución geográfica
Esta especie es endémica del norte de Vietnam. Se encuentra entre los 600 y 1300 m sobre el nivel del mar en las provincias de Tuyen Quang y Hà Giang. Su presencia es incierta en Yunnan, República Popular de China.

## Publicación original
- Ostroshabov, Orlov & Nguyen, 2013 : Taxonomy of frogs of genus Rhacophorus of "hoanglienensis–orlovi" complex. Russian Journal of Herpetology, vol. 20, n.º 4, p. 301–324.[3]